# Abdulrahman Al-Jassim
Abdulrahman Al-Jassim (sinh ngày 14 tháng 10 năm 1987) là một trọng tài người Qatar và là trọng tài quốc tế FIFA từ 2013. Anh từng là trọng tài của giải vô địch bóng đá U-20 thế giới 2017 và cũng là trọng tài ở giải vô địch bóng đá thế giới 2018 với công nghệ VAR.